# Arnoštov (Křišťanov)
Arnoštov (německy Ernstbrunn) je osada, část obce Křišťanov v okrese Prachatice v Jihočeském kraji. Leží sedm kilometrů jihovýchodně od Volar. Nachází se v Želnavské hornatině v nadmořské výšce 828 metrů na řece Blanici v místě, kde se do ní vlévá Puchéřský potok. Leží v CHKO Šumava, na okraji vojenského prostoru Boletice. V roce 2011 zde trvale žilo 47 obyvatel.

## Historie
První písemná zmínka o osadě pochází z roku 1805. V roce 1807 vznikla sklárna, kolem níž se rozrostla osada. Ta byla v roce 1808 pojmenována po tehdejším řediteli krumlovského panství, který se jmenoval  Arnošt Meyer. Ve sklárně Johanna Blechingera se vyrábělo duté a ploché sklo. Ve sklářské osadě byla postavena rovněž společná pec na chleba. Arnoštov byl součástí schwarzenberského panství a byla zde schwarzenberská myslivna s pokoji pro ubytování vysokých hostí. V roce 1910 zde stálo 21 domů s 318 obyvateli (z toho 313 německými). Po velkých polomech roku 1917 se Arnoštov stal centrem zpracování kalamity, kvůli které zde byla postavena Arnoštovská lesní dráha. V letech 1918–1922 zde byla v provozu parní pila. Provoz sklářské hutě byl za první světové války zastaven a poté byly budovy sklárny využity pro ubytování dřevařů zpracovávajících velké polomy. Provoz obnovil až v roce 1924 majitel sklárny v Chlumu u Třeboně, Václav Hrdina. Definitivně byla uzavřena v roce 1945. Z důvodu vysídlení Němců z Československa přišla osada o většinu obyvatel.

## Obyvatelstvo

Arnoštov na národnostní mapě soudního okresu Chvalšiny k roku 1930

| Rok            | 1869 | 1880 | 1890 | 1900 | 1910 | 1921 | 1930 | 1950 | 1961 | 1970 | 1980 | 1991 | 2001 | 2011 |    |
| -------------- | ---- | ---- | ---- | ---- | ---- | ---- | ---- | ---- | ---- | ---- | ---- | ---- | ---- | ---- | -- |
| Počet obyvatel | 254  | 218  | 282  | 264  | 318  | 278  | 309  | 70   | 80   | 99   | 92   | 77   | 60   | 47   | 32 |
| Počet domů     | 15   | 16   | 20   | 17   | 21   | 24   | 31   | 37   | 37   | 14   | 14   | 17   | 18   | 20   | 18 |

V současnosti zde stojí 23 domů.

## Obecní správa
Při sčítání lidu v letech 1850–1976 Arnoštov byl osadou obce Křišťanov, se kterým patřil nejprve do okresu Český Krumlov (v letech 1850–1910 Krumlov), ale od roku 1950 v okrese Prachatice. Od 30. dubna 1976 do 31. prosince 1991 byl částí obce Zbytiny v okrese Prachatice. Od 1. ledna 1992 je opět částí obce Křišťanov v okrese Prachatice.

## Pamětihodnosti
- Národní přírodní památka Prameniště Blanice